# Leo Neugebauer
Leo Neugebauer (Görlitz, 19 de junio de 2000) es un deportista alemán que compite en atletismo. Participó en los Juegos Olímpicos de París 2024, obteniendo una medalla de plata en la prueba de decatlón.

## Palmarés internacional
| Juegos Olímpicos | Juegos Olímpicos | Juegos Olímpicos | Juegos Olímpicos |
| Año              | Lugar            | Medalla          | Prueba           |
| ---------------- | ---------------- | ---------------- | ---------------- |
| 2024             | París (Francia)  | Medalla de plata | Decatlón         |